# Magazyn Teologiczny Semper Reformanda
Magazyn Teologiczny Semper Reformanda – internetowy magazyn teologiczny powiązany z EAI. Nazwa wywodzi się od hasła używanego przez reformację w XVI wieku łac. Ecclesia reformata et semper reformanda, czyli dosłownie Kościół reformowany i ciągle reformujący się, co ma oznaczać, że Kościół zawsze potrzebuje odnowy.
Semper Reformanda jest to serwis skierowany do osób zainteresowanych historią i rozwojem teologii chrześcijańskiej. W magazynie publikowane są artykuły teologiczne, dotyczące różnych aspektów życia Kościołów chrześcijańskich. W skład redakcji wchodzą duchowni, teologowie, dziennikarze i informatycy. Reprezentują oni różne Kościoły chrześcijańskie. W serwisie znajduje się również bogata baza odnośników do stron chrześcijańskich. Użytkownicy mogą sami dodawać informacje dotyczące życia ich Kościołów oraz komentować opublikowane teksty.

## Redakcja
Redaktor Naczelny
- Dariusz Bruncz (Kościół Ewangelicko-Augsburski w RP)

Zespół Redakcyjny
- ks. dr Piotr Ashwin-Siejkowski (Kościół Anglii)
- dr Kazimierz Bem (Kościół Ewangelicko-Reformowany w RP)
- Piotr Kalinowski (Kościół Ewangelicko-Augsburski)
- Arkadiusz R. Klimczak (Kościół Rzymskokatolicki)
- ks. Mirosław Kropidłowski (Ukraiński Kościół Prawosławny Patriarchatu Kijowskiego)
- dr Tomasz P. Terlikowski (Kościół Rzymskokatolicki)
- Dorota Walencik (Kościół Rzymskokatolicki)

Stali współpracownicy
- Jacek Konarski (Kościół Rzymskokatolicki)
- Michał Monikowski (Kościół Rzymskokatolicki)
- Jan Paweł Skupiński (Kościół Jezusa Chrystusa Świętych w Dniach Ostatnich)